# 布干达
布干达（Buganda），是非洲大湖地区的一个古老王国，位于乌干达境内，南临维多利亚湖，北抵基奥加湖，主体民族为干达人，国名意为“干达人的国家”，国王称卡巴卡，首都蒙戈。乌干达首都坎帕拉亦在此王國範圍。

## 建立与发展
据传说，布干达建国于14世纪末，由一位南迁的布尼奥罗王室成员金图（Kintu）创立，在此之后很长的一段时间内，布干达是布尼奥罗南方的附属国，但也常常同布尼奥罗发生冲突，并不断蚕食布尼奥罗南部的势力范围。18世纪末，布尼奥罗逐渐衰落，布干达遂迅速崛起，到穆特萨一世在位时（19世纪下半叶），布干达的势力达到顶峰，不但控制了西到艾伯特湖、南到卡格腊河的广大区域，连附近的强国托罗、布索加和安科累，甚至原本的母国布尼奥罗也受到其军事威胁，布干达成为了大湖地区最大的强国。19世纪末时，布干达已经建立了完备的军事和行政管理制度，拥有一支6000人的常备军和300艘船组成的维多利亚湖水军。全国划分为十个“萨扎”，由国王任命“巴萨扎”进行管理。

## 宗教战争
穆特萨在位期间，伊斯兰教、基督新教和天主教先后传入布干达，分别代表着阿拉伯人、英国和法国的利益。穆特萨倾向于接受伊斯兰教，并于1870年代宣布伊斯兰教为国教。但是当穆特萨去世后，其子姆旺加一世决意清除外国影响，逐步清洗三教教徒。1888年，他计划重新恢复原始宗教卢巴雷教为国教。于是三教联合起来将姆旺加一世驱赶出首都，改立基威瓦为王。不久，伊斯兰教徒在布尼奥罗的支持下发动政变，将天主教徒和基督新教徒赶出权力中心。天主教徒和基督新教徒遂与姆旺加一世和好，反攻伊斯兰教徒成功，将其驱逐到布尼奥罗。

## 殖民时代
1890年12月，弗雷德里克·卢加德率领英国东非公司军队抵达布干达，迅速控制了局势，扶植基督教徒掌握了布干达的权力。1894年，英国政府接管布干达，将其变为英国的保护国，改名为“乌干达”（布干达的斯瓦希里语变音）。此后，英国以布干达为基地，征服了四周的多个王国，将其均并入乌干达。1900年，英国与布干达签订条约，明确其地位相当于乌干达保护国的一个省。
1953年，英国计划将乌干达、肯尼亚和坦噶尼喀合并成东非联邦。由于担心布干达的传统会被迫向肯尼亚的白人殖民者的利益屈服，布干达国王穆特萨二世开始反抗英国人的意志，这导致他被软禁在伦敦不得归国。以此为标志，布干达人民立刻掀起了反对风潮，最终迫使英国人在两年后释放了穆特萨二世。此后，就布干达国王在政治生活中的地位问题，乌干达国内出现了不同的意见，各派逐渐组织成为不同的政党。

## 独立与灭亡
经过不断的磋商和相互妥协，乌干达最终于1962年10月9日宣布独立，新的国家采取联邦制，布干达王国作为联邦的一个成员加入，同时，穆特萨二世作为卡巴卡耶卡党党首成为乌干达的总统。1964年，乌干达人民大会党党首、乌干达总理米尔顿·奥博特在军队领导人伊迪·阿明的支持下独揽大权，穆特萨二世被迫流亡国外。1966年，乌干达军队占领布干达王宫，次年宣布废除布干达王国。

## 重新成立
1986年，约韦里·穆塞韦尼执政后，为争取干达人的支持，宣布将布干达王宫发还给布干达王室，并允许王室回国进行活动。1993年，布干达王国在形式上得以恢复，实行君主立宪制，仍保留在乌干达内，现任国王为姆温加·穆特贝二世。